# Доминиканска Република на Светском првенству у атлетици у дворани 2016.
Доминиканска Република је учествовала на 16. Светском првенству у атлетици у дворани 2016. одржаном у Портланду од 17. до 20. марта једанаести пут. Репрезентацију Доминиканске Републике су представљала 2 атлетичара који се такмичили у две дисциплине.,
На овом првенству такмичари Доминиканске Републике нису освојили ниједну медаљу нити су остварили неки резултат.

## Учесници
Мушкарци:
- Јанкарлос Мартинез — 60 м
- Густаво Куеста — 400 м

## Резултати

### Мушкарци
| Атлетичар          | Дисциплина | Лични рекорд | Квалификација | Квалификација | Полуфинале            | Полуфинале            | Финале                | Финале       | Детаљи                                  |
| Атлетичар          | Дисциплина | Лични рекорд | Резултат      | Место         | Резултат              | Место                 | Резултат              | Место        | Детаљи                                  |
| ------------------ | ---------- | ------------ | ------------- | ------------- | --------------------- | --------------------- | --------------------- | ------------ | --------------------------------------- |
| Јанкарлос Мартинез | 60 м       | 6,78         | 6,83          | 8. у гр. 4    | Нису се квалификовали | Нису се квалификовали | Нису се квалификовали | 40 / 53 (56) | Архивирано на веб-сајту (22. март 2016) |
| Густаво Куеста     | 400 м      | 45,95        | 48,46         | 6. у гр. 2    | Нису се квалификовали | Нису се квалификовали | Нису се квалификовали | 23 / 26 (30) | Архивирано на веб-сајту (26. март 2016) |